# Selux
Die Selux GmbH  ist ein 1948 als Semperlux gegründeter Hersteller von Beleuchtungsanlagen. Das Unternehmen mit Sitz in Berlin und Standorten in Europa, Nordamerika und Australien entwickelt und produziert Lichttechnik für Innen- und Außenbeleuchtung. Bekannte Projekte sind das 9/11 Memorial Museum in New York, das Barangaroo Reserve in Sydney oder das Museum für Architekturzeichnung in Berlin.

## Geschichte

### Gründung 1948

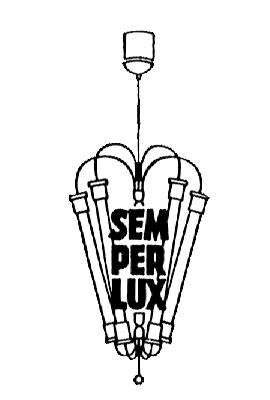
Die bekannte Kronen-Leuchte als Teil des Firmenlogos ab 1952.

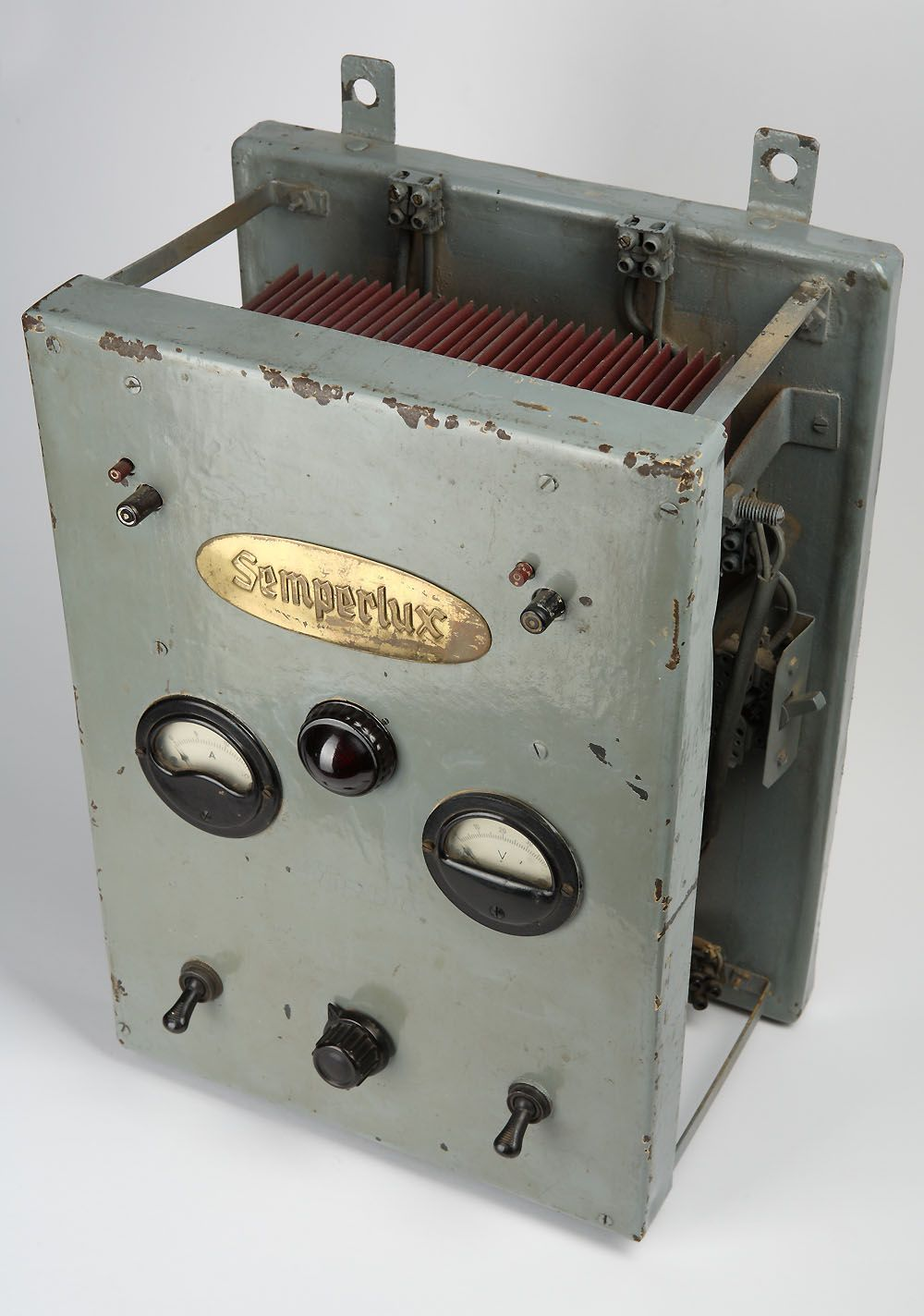
Semperlux Batterieladegerät (1948)

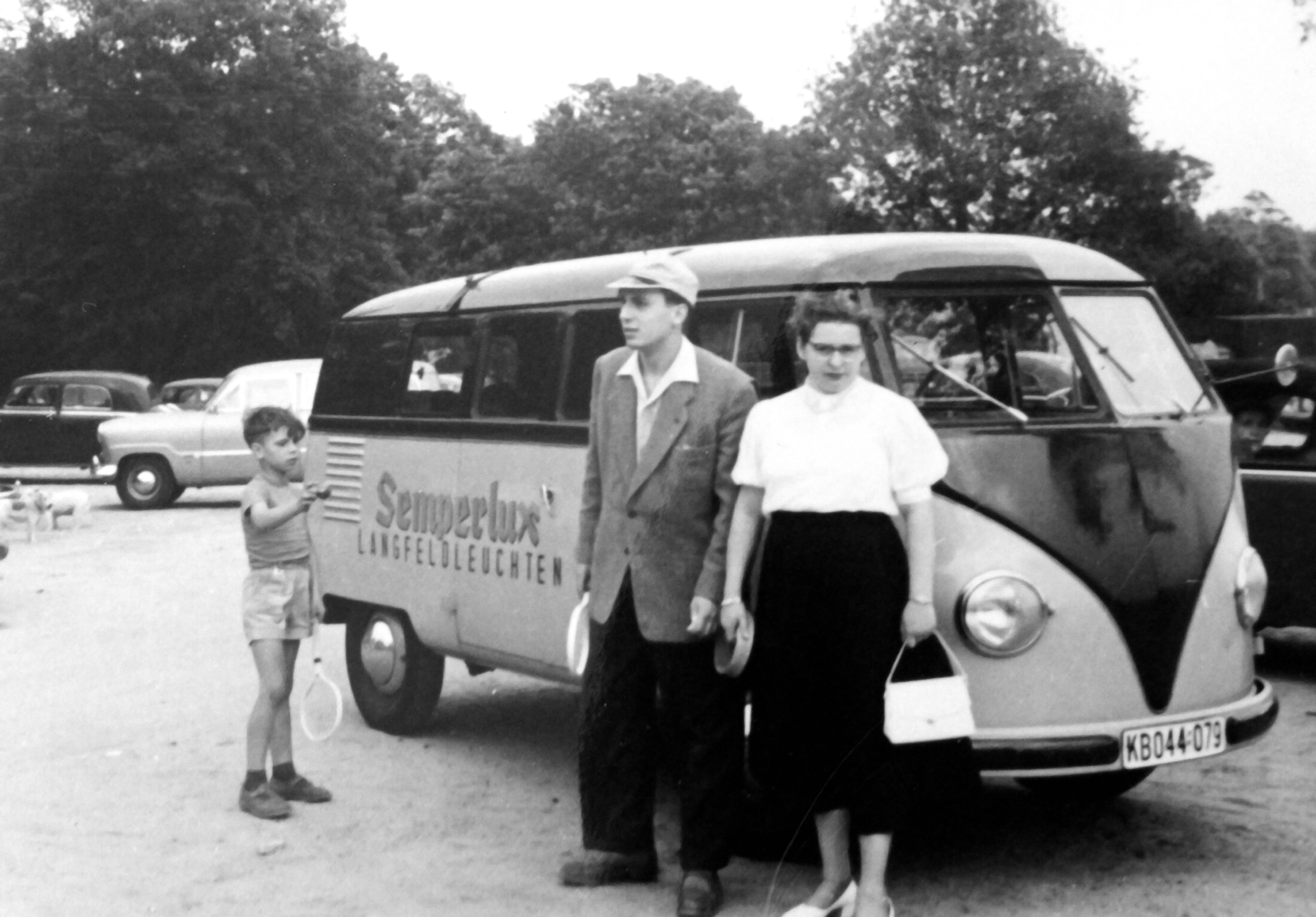
Familie Bansbach: Seit fast 70 Jahren hat das Licht eine gesellschaftliche und kulturelle Bedeutung für sie.

Nach seiner Rückkehr als Kompaniechef an der Ostfront konstruierte der Elektroingenieur Hermann Bansbach während der Berlin-Blockade ein Batterieladegerät, das er Semperlux („Immer Licht“) nannte. Mit dem Gerät konnte man in den zwei Stunden, in denen Strom verfügbar war, Energie auf Vorrat aufladen. Nach dem Ende der Blockade und Wiederherstellung der Elektrifizierung baute Hermann Bansbach die ersten Innenleuchten aus Holz und den damals weitgehend unbekannten Leuchtstofflampen. Die neuartigen Leuchten verkauften sich gut und so entschied sich der Leuchtenbauer, statt Holz mit Metallen wie Messing und Aluminium zu arbeiten. Daraus entstand die bekannte Semperlux Kronen-Leuchte.

### Semperlux GmbH
In den 1950er Jahren stellte das Unternehmen fast ausschließlich in handwerklicher Arbeit Zweckleuchten und Schmuckleuchten her. Die Umsätze stiegen kontinuierlich: von 51.000 DM im Jahr 1952 auf 256.000 DM im Jahr 1954.
In einem Team von 12 Mitarbeitern und zusammen mit seinem Sohn Armin Bansbach (damals Elektrotechnik-Student an der TU) entwickelte Hermann Bansbach neue Leuchtenmodelle: Langfeldleuchten mit Glas (1954), Rasterleuchten (1955), Kassetten-Leuchten (1964) sowie Systemleuchten.
Die ersten Großaufträge folgten ab 1961: IBM-Verwaltungsgebäude am Ernst-Reuter-Platz in Berlin (1961), die Deutsche Oper Berlin (1961), das Brücke-Museum Berlin (1966/67) sowie das Ethnologische Museum (1964/73). Neben dem Angebot an standardisierten Leuchten wurden auch zunehmend Sonderleuchten hergestellt.
1963 übernahm Armin Bansbach, der ältere Sohn des Firmengründers Hermann Bansbach, die Geschäftsführung. Im gleichen Jahr ließ Semperlux neue Produktionsflächen im Tempelhofer Weg in Berlin-Britz bauen. Der Umzug in die neuen Fertigungsgebäude markierte den Wandel von einer einfacheren handwerklichen Produktionsmethode zur industriellen Verarbeitung mittels moderner Maschinen.
1965 kam Armin Bansbach von einer USA-Reise mit der Idee einer Kugelleuchte zurück. Diese waren vor allem für Wohnungsgesellschaften interessant. Semperlux war das erste Unternehmen in Europa, das ein Programm schlagfester Kugelleuchten für öffentliche, aber auch private Anwendung herausbrachte. 1972 stattete Semperlux das Außengelände der Olympischen Spiele in München mit Kugelleuchten aus sowie 1976 die Oper in Sydney.

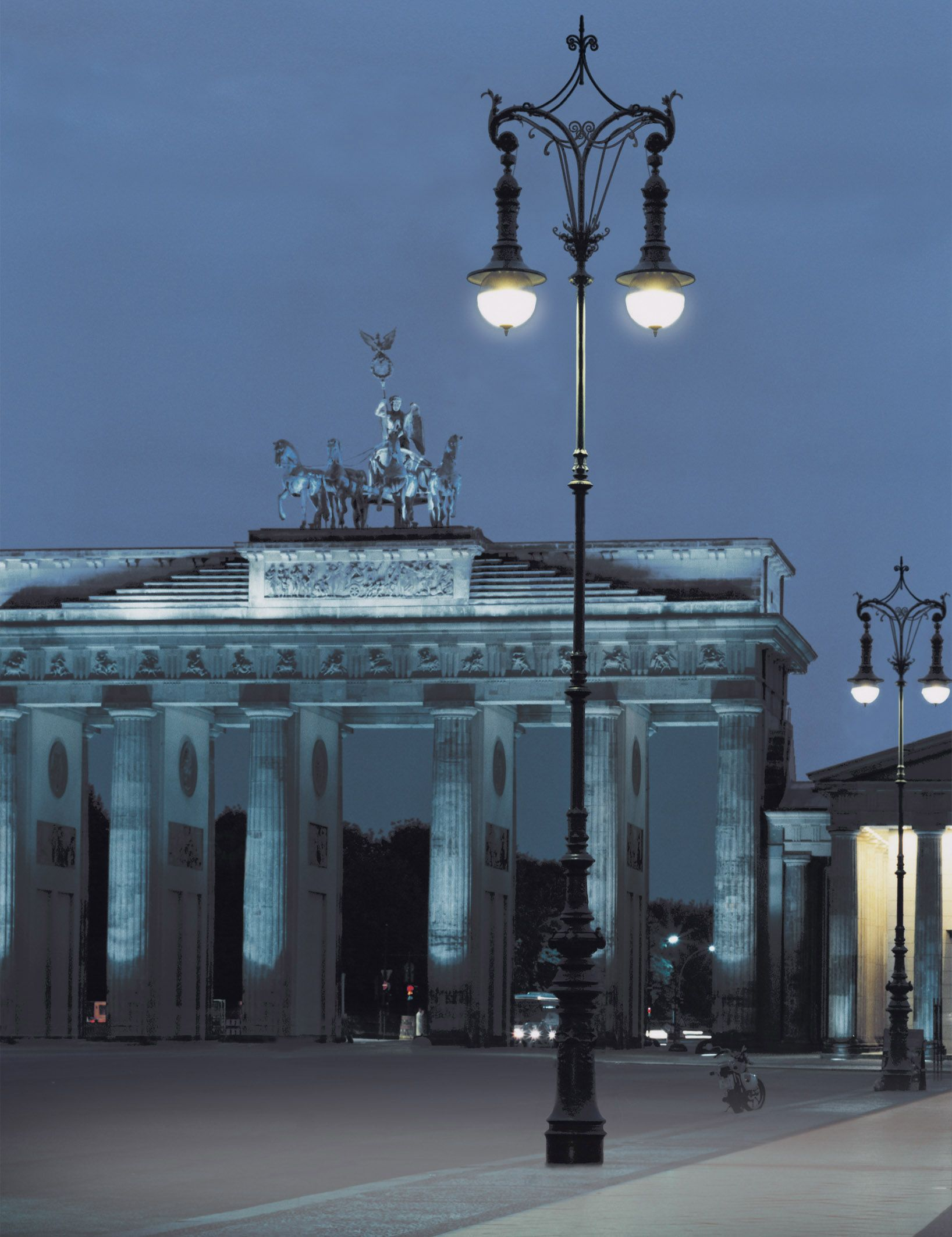
Der historische Schupmann-Kandelaber am Brandenburger Tor (1991)

 1975 trat Udo Bansbach, der jüngere Bruder von Armin Bansbach in die Firma ein und übernahm die Verantwortung für Entwicklung und Vertrieb. In dieser Zeit entwickelte das Unternehmen Profilleuchten aus stranggepreßtem Aluminium. Die Berliner Universitäten, die Museen für preußischen Kulturbesitz (Berlin) und die Landeszentralbank in Hamburg begannen Semperlux Leuchten zu installieren. Das Außenleuchten-Programm wurde um postmoderne Leuchten wie Metropolkandelaber und Urbi-Leuchte sowie um historische Außenleuchten wie die Modelle Hardenberg- und Witzleben-Kandelaber erweitert.
In den 1970er Jahren entwickelte das Unternehmen als eines der ersten die sogenannte Spiegelprofil-Kassetten-Leuchte – ein Leuchtensystem aus Aluminiumprofilen. Die Innovation bestand darin, dass die Leuchten nicht mehr als Stückware, sondern als Meterware im Baukastensystem angeboten wurden. Seitdem gehört diese Art der Innenleuchten auch bei anderen Herstellern zum Standardsortiment.
In den 1980er Jahren hatte sich Semperlux als Produzent von Innen- und Außenleuchten deutschlandweit bereits etabliert. Das Exportgeschäft – vor allem nach Holland und Saudi-Arabien – wuchs enorm. Semperlux baute internationale Vertriebsstrukturen und Auslandsvertretungen aus und gewann im Interior- und Exteriorbereich eine Reihe von Großprojekten. Von 1979 bis 1980 stieg der Umsatz des Unternehmens um 21 Prozent auf 19,1 Millionen DM. 1983 bezog Semperlux ein neues Fabrikationsgebäude mit einer Nutzfläche von 18.000 m² in Berlin-Marienfelde, die Zahl der Mitarbeiter stieg auf 190. In den darauffolgenden Jahren wurden internationale Tochtergesellschaften von Semperlux gegründet: Selux Corporation in den USA (1984), Ludec in Frankreich (1988), in England und Australien (1989) und in den Benelux-Ländern (1991).

### Semperlux AG
1991 stieg der Bedarf an Außenleuchten für die neuen Bundesländer. In Zachow bei Nauen wurde eine neue Produktionsstätte für Außenleuchten für ca. 100 Mitarbeiter gebaut. Ab 1995 wurden hier Kandelaber, Stahlmasten und Laternen produziert. In Zwintschöna bei Halle erwarb Semperlux einen metallverarbeitenden Betrieb mit 75 Mitarbeitern, der die dringende Erweiterung der Innenleuchten-Produktion übernehmen sollte. Das Werk wurde 2018 geschlossen und die Nutzungsrechte im Bereich der Interieurleuchten 2019 verkauft. 1997 verschmolz die Semperlux GmbH mit der Selux AG Holding zur Semperlux Aktiengesellschaft – Lichttechnische Werke. Das Stammwerk in Berlin wurde dadurch Muttergesellschaft von 15 in- und ausländischen Tochtergesellschaften.

### Selux AG
Am 1. Juli 2001 zog sich Armin Bansbach mit 67 Jahren als Vorstand der Semperlux AG aus dem Tagesgeschäft zurück. Udo Bansbach blieb im Unternehmen bis 2015 aktiv.
Von 2009 bis 2015 vollzog sich bei Selux ein sanfter Übergang vom familiengeführten zum managementgeführten Unternehmen. 2012 wurde die Semperlux AG in Selux AG umbenannt und die Allein-Aktionärin der Selux AG, die Hermann Bansbach GmbH & Co. KG, umfirmiert in Semperlux Beteiligungs GmbH & Co. KG.

### Schließung Innenleuchtenwerk
Mitte 2018 verkündete die damalige Geschäftsführung, das Werk in Zwintschöna bei Halle zu schließen und künftig keine Innenbeleuchtungen mehr produzieren zu wollen. Von betriebsbedingten Kündigungen im selben Jahr war auch der Berliner Standort betroffen.
Im Mai 2019 gab das Unternehmen bekannt, die Nutzungsrechte für Produkte für den Innenbereich in Europa an die Ridi Leuchten GmbH verkauft und die Herstellung und den Vertrieb lizenziert zu haben. Nicht betroffen vom Verkauf der Nutzungsrechte ist die amerikanische Tochtergesellschaft Selux Corporation.

### Selux AG wird von Eigenkapitalfonds erworben
Ein von CMP Capital Management-Partners vertretener Eigenkapitalfonds übernimmt die Selux AG zum Oktober 2019. Die CMP GOF III Holding S.à.r.l., Luxemburg, hat mitgeteilt, dass ihr unmittelbar mehr als der vierte Teil der Aktien an dem Unternehmen gehört. Damit halten weder die Hermann Bansbach Familienstiftung, noch die Semperlux Beteiligungs GmbH & Co. KG eine Mehrheit an der Selux AG. Sitz der Selux AG bleibt Berlin, auch wird der Produktionsstandort in Zachow bei Ketzin (Brandenburg) fortgeführt. Im Oktober 2019 sind mit dem Konzernbetriebsrat ein Interessensausgleich und ein Sozialplan vereinbart worden. Danach kam es zu einem Stellenabbau zum Ende des Jahres. Vorstand sowie Aufsichtsrat wurden weitestgehend erneuert.

## Historisches Leuchtenmuseum
2005 eröffnete der Senatsbaudirektor Hans Stimmann das Historische Leuchtenmuseum im Selux (damals Semperlux) Lichtforum in der Motzener Straße in Berlin. Das Museum präsentiert eine Sammlung von historischen Außenleuchten aus der Zeit zwischen 1850 und 1914 und widmet sich der Geschichte der elektrischen Straßenbeleuchtung Berlins. Unter einer Vielzahl von klassischen Originalleuchten zeigt das Museum den Schupmann-Kandelaber, die Steglitzer Leuchte und die „Ikone des Industriedesigns“, die Große Sparbogenlampe von Peter Behrens aus dem Jahre 1907. Wie das Phänomen des Lichtbogens funktioniert, konnten sich Besucher bei der Vorführung einer über 120-jährigen, noch funktionstüchtigen Kohlebogenlampe anschauen. 
Der Standort in Marienfelde wurde inzwischen aufgegeben, Selux ist zur Volkmarstraße nach Tempelhof umgezogen.